# Arrowverse
Arrowverse (nach Arrow, der ersten Serie des Multiversums) ist eine informelle Bezeichnung eines Franchises über das fiktive Multiversum von DC Comics, die durch grundlegende Handlungselemente und -schauplätze, die Besetzung und die Figuren untereinander verbunden sind. Manchmal wird das Franchise auch als Flarrowverse (Arrow und The Flash, die zweite Serie des Multiversums) bezeichnet. Es stellt eine Reihe von Superheldenserien dar, die von DC Entertainment produziert werden und auf Figuren von DC Comics basieren, jedoch vom Comicuniversum unabhängig sind.
Das Arrowverse beinhaltet mehrere Universen bzw. Erden, in welchen die Haupthandlungen der Serien stattfinden und die von anderen durch ein Wurmloch erreichbar sind. Seit dem im Dezember 2019 und Januar 2020 ausgestrahlten Crossover Crisis on Infinite Earths (zu Deutsch: Krise der Parallelerden) spielen alle Serien auf Earth Prime.
Mit dem im Mai 2023 ausgestrahlten Serienfinale von The Flash endete nach elf Jahren das Arrowverse, das mit der Mutterserie Arrow im Jahr 2012 begonnen hatte.

## Serien
| Titel               | Premiere         | Finale           | Veröffentlichung                     | Deutsche Veröffentlichung                                     | Staffeln (Episoden) | Erde (Vor Crisis on Infinite Earths) | Erde (Nach Crisis on Infinite Earths) |
| ------------------- | ---------------- | ---------------- | ------------------------------------ | ------------------------------------------------------------- | ------------------- | ------------------------------------ | ------------------------------------- |
| Arrow               | 10. Oktober 2012 | 28. Januar 2020  | The CW                               | VOX (Staffel 1) RTL Crime (Staffel 2–6) Netflix (Staffel 7–8) | 8 (170)             | Erde 1                               | Earth Prime                           |
| The Flash           | 7. Oktober 2014  | 24. Mai 2023     | The CW                               | ProSieben Fun                                                 | 9 (184)             | Erde 1                               | Earth Prime                           |
| Constantine         | 24. Oktober 2014 | 13. Februar 2015 | NBC                                  | –                                                             | 1 (13)              | Erde 1                               | Earth Prime                           |
| Supergirl           | 26. Oktober 2015 | 9. November 2021 | CBS (Staffel 1) The CW (Staffel 2–6) | ProSieben (Staffel 1) ProSieben Fun (Staffel 2–6)             | 6 (126)             | Erde 38                              | Earth Prime                           |
| Legends of Tomorrow | 21. Januar 2016  | 2. März 2022     | The CW                               | ProSieben (Staffel 1–2) ProSieben Maxx (ab Staffel 3)         | 7 (110)             | Erde 1                               | Earth Prime                           |
| Black Lightning     | 16. Januar 2018  | 24. Mai 2021     | The CW                               | Netflix                                                       | 4 (58)              | Unbekannt                            | Earth Prime                           |
| Batwoman            | 6. Oktober 2019  | 2. März 2022     | The CW                               | Prime Video                                                   | 3 (51)              | Erde 1                               | Earth Prime                           |

## Webserien
| Titel                      | Serienpremiere    | Serienfinale      | Veröffentlichung | Staffeln (Episoden) | Erde                                   |
| -------------------------- | ----------------- | ----------------- | ---------------- | ------------------- | -------------------------------------- |
| Arrow: Blood Rush          | 6. November 2013  | 11. Dezember 2013 | YouTube          | 1 (6)               | Erde 1 (Vor Crisis on Infinite Earths) |
| Vixen                      | 25. August 2015   | 18. November 2016 | CW Seed          | 2 (12)              | Erde 1 (Vor Crisis on Infinite Earths) |
| Chronicles of Cisco        | 19. April 2016    | 10. Mai 2016      | CW Seed          | 1 (4)               | Erde 1 (Vor Crisis on Infinite Earths) |
| The Flash: Stretched Scene | 14. November 2017 | 5. Dezember 2017  | CW Seed          | 1 (3)               | Erde 1 (Vor Crisis on Infinite Earths) |
| Freedom Fighters: The Ray  | 8. Dezember 2017  | 19. Juli 2018     | CW Seed          | 2 (12)              | Erde X (Vor Crisis on Infinite Earths) |
| Mister Parker’s Cul De Sac | 11. März 2020     | 23. März 2020     | YouTube          | 1 (5)               | Erde 1 (Vor Crisis on Infinite Earths) |

## Parallelwelten
In Crises on Infinite Earths gab es Gastauftritte vieler Charaktere aus anderen DC-Filmen und -Serien, die irgendwo im Multiversum beheimatet sind. Ebenso die Serien Titans (2018–2023, spielt auf Erde 9), Doom Patrol (2019–2023, spielt auf Erde 21), Swamp Thing (2019, spielt auf Erde 19), Stargirl (2020–2022, spielt auf Erde 2) und Naomi (2022, Erde unbekannt) spielen im Arrow- bzw. Multiversum, auch wenn es nie ein Crossover mit den auf Earth Prime beheimateten Hauptserien des Arrowverse gab. Die 2021 gestartete Serie Superman & Lois ist zwar ein Spin-Off von Supergirl, da die Charaktere Clark Kent/Superman und Lois Lane in Supergirl mehrmals auftraten, doch am Ende der zweiten Staffel von Superman & Lois wurde enthüllt, dass die Serie nicht, wie geglaubt, auf Earth Prime mit den ganzen anderen Serien, darunter auch Supergirl, spielt, sondern auf einer anderen nicht bezifferten Erde.
Serien
| Titel                      | Premiere           | Finale             | Veröffentlichung                                | Deutsche Veröffentlichung                                   | Staffeln (Episoden) | Erde (Vor Crisis on Infinite Earths) | Erde (Nach Crisis on Infinite Earths) |
| -------------------------- | ------------------ | ------------------ | ----------------------------------------------- | ----------------------------------------------------------- | ------------------- | ------------------------------------ | ------------------------------------- |
| Batman                     | 12. Januar 1966    | 14. März 1968      | ABC                                             | SAT.1                                                       | 3 (120)             | Erde 66                              | Unbekannt                             |
| The Green Hornet           | 9. September 1966  | 17. März 1967      | ABC                                             | –                                                           | 1 (26)              | Erde 66                              | Unbekannt                             |
| Wonder Woman               | 21. April 1976     | 11. September 1979 | ABC (Staffel 1) CBS (Staffel 2–3)               | RTL                                                         | 3 (59)              | Erde 76                              | Unbekannt                             |
| Legends of the Superheroes | 18. Januar 1979    | 25. Januar 1979    | NBC                                             | –                                                           | 1 (2)               | Erde 66                              | Unbekannt                             |
| Flash – Der Rote Blitz     | 22. September 1990 | 18. Mai 1991       | CBS                                             | RTL                                                         | 1 (22)              | Erde 90                              | Unbekannt                             |
| Smallville                 | 16. Oktober 2001   | 13. Mai 2011       | The WB                                          | RTL (Staffel 1–8) RTL II (Staffel 9) Pro7 Maxx (Staffel 10) | 10 (217)            | Erde 167                             | Unbekannt                             |
| Birds of Prey              | 9. Oktober 2002    | 19. Februar 2003   | The WB                                          | RTL                                                         | 1 (13)              | Erde 203                             | Unbekannt                             |
| Lucifer                    | 25. Januar 2016    | 10. September 2021 | FOX (Staffel 1–3) Netflix (Staffel 4–6)         | Amazon Prime Video                                          | 6 (93)              | Erde 666                             | Unbekannt                             |
| Titans                     | 12. Oktober 2018   | 11. Mai 2023       | DC Universe (Staffel 1–2) HBO Max (Staffel 3–4) | Netflix                                                     | 4 (49)              | Erde 9                               | Erde 9                                |
| Doom Patrol                | 15. Februar 2019   | 9. November 2023   | DC Universe (Staffel 1–2) HBO Max (Staffel 2–4) | Amazon Prime Video                                          | 4 (46)              | Unbekannt                            | Erde 21                               |
| Swamp Thing                | 31. Mai 2019       | 2. August 2019     | DC Universe                                     | Sky Atlantic                                                | 1 (10)              | Unbekannt                            | Erde 19                               |
| Stargirl                   | 18. Mai 2020       | 7. Dezember 2022   | DC Universe (Staffel 1) The CW (Staffel 2–3)    | Sky One                                                     | 3 (39)              | Unbekannt                            | Erde 2                                |
| Superman & Lois            | 23. Februar 2021   | 2. Dezember 2024   | The CW                                          | ProSieben Fun                                               | 3 (43)              | Unbekannt                            | Unbekannt                             |
| Naomi                      | 11. Januar 2022    | 10. Mai 2022       | The CW                                          | –                                                           | 1 (13)              | Unbekannt                            | Unbekannt                             |

Filme
| Titel                        | Veröffentlichung im Kino            | Anzahl der Filme | Erde (Vor Crisis on Infinite Earths) | Erde (Nach Crisis on Infinite Earths) |
| ---------------------------- | ----------------------------------- | ---------------- | ------------------------------------ | ------------------------------------- |
| Batman hält die Welt in Atem | 30. Juli 1966                       | 1                | Erde 66                              | Unbekannt                             |
| Batman                       | 19. Juni 1989 bis 19. Juli 2004     | 5                | Erde 89                              | Unbekannt                             |
| Superman                     | 10. Dezember 1978 bis 21. Juni 2006 | 6                | Erde 96                              | Erde 96                               |
| Green Lantern                | 15. Juni 2011                       | 1                | Unbekannt                            | Erde 12                               |
| DC Extended Universe         | 2013–2023                           | 15               | Unbekannt                            | Unbekannt                             |

## Crossover
Zwischen dem Jahr 2014, in dem The Flash begann, und 2020 gab es mindestens ein Crossover zwischen den Serien. Das letzte und zugleich größte Crossover war Crisis on Infinite Earths (ausgestrahlt in fünf Folgen im Dezember 2019 und Januar 2020).
Im November und Dezember 2021 erfolgte ein aus fünf Folgen bestehendes Crossover namens Armageddon. Es handelt sich dabei um kein konventionelles Crossover wie die vorangegangenen, denn erstmals waren die Folgen nicht auf mehrere Serien aufgeteilt, sondern wurden allesamt bei The Flash (8.01–8.05) ausgestrahlt. Es traten dennoch diverse Figuren aus den anderen Serien in Gastauftritten auf, wie z. B. Brandon Routh, Chyler Leigh, Cress Williams, Neal McDonough und Javicia Leslie.
| Fernseh- saison | Episoden | Episoden | Episoden | Episoden | Episoden |
| Fernseh- saison | Arrow | The Flash | Supergirl | Legends of Tomorrow | Batwoman |
| --------------- | --- | --- | --- | --- | --- |
| 2014/15         | Staffel 3, Episode 8 The Brave and the Bold (3. Dez. 2014) Blitzschnell (2) (23. Apr. 2015)                                     | Staffel 1, Episode 8 Flash vs. Arrow (2. Dez. 2014) Flash vs. Arrow (1) (12. Mär. 2015)                                         | | | |
| 2015/16         | Staffel 4, Episode 8 Legends of Yesterday (2. Dez. 2015) Legenden der Vergangenheit (2) (21. Apr. 2016)                         | Staffel 2, Episode 8 Legends of Today (1. Dez. 2015) Legenden der Gegenwart (1) (28. Apr. 2016)                                 | | | |
| 2015/16         | | Staffel 2, Episode 18 Versus Zoom (19. Apr. 2016) Zoom schlägt zurück (7. Juli 2016)                                            | Staffel 1, Episode 18 Worlds Finest (28. März 2016) Blitzbesuch (19. Juli 2016)                                             | | |
| 2016/17         | Staffel 5, Episode 8 Invasion! (30. Nov. 2016) Invasion! (3) (2. Mai 2017)                                                      | Staffel 3, Episode 8 Invasion! (29. Nov. 2016) Invasion! (2) (10. Mai 2017)                                                     | Staffel 2, Episode 8 Medusa (28. Nov. 2016) Projekt Medusa (1) (10. Mai 2017)                                               | Staffel 2, Episode 7 Invasion! (1. Dez. 2016) Invasion! (4) (10. Mai 2017)                                                                       | |
| 2016/17         | | Staffel 3, Episode 17 Duet (21. Mär. 2017) Die Macht der Liebe (2) (13. Juli 2017)                                              | Staffel 2, Episode 16 Star-Crossed (20. Mär. 2017) Belogen und betrogen (1) (5. Juli 2017)                                  | | |
| 2017/18         | Staffel 6, Episode 8 Crisis on Earth-X (27. Nov. 2017) Team Arrow auf Erde X (2) (25. Sep. 2018)                                | Staffel 4, Episode 8 Crisis on Earth-X (28. Nov. 2017) Krise auf Erde X (3) (21. Juni 2018)                                     | Staffel 3, Episode 8 Crisis on Earth-X (27. Nov. 2017) Krise auf Erde X (1) (31. Mai 2018)                                  | Staffel 3, Episode 8 Crisis on Earth-X (28. Nov. 2017) Krise auf Erde X (4) (3. Sep. 2018)                                                       | |
| 2018/19         | Staffel 7, Episode 9 Elseworlds (10. Dez. 2018) Anderswelten (2) (21. Nov. 2019)                                                | Staffel 5, Episode 9 Elseworlds (9. Dez. 2018) Anderswelten (1) (6. Juni 2019)                                                  | Staffel 4, Episode 9 Elseworlds (11. Dez. 2018) Anderswelten (3) (31. Mai 2019)                                             | | |
| 2019/20         | Staffel 8, Episode 8 Crisis on Infinite Earths: Part Four (4) (14. Jan. 2020) Krise der Parallelerden – Teil 4 (1. August 2021) | Staffel 6, Episode 9 Crisis on Infinite Earths: Part Three (3) (10. Dez. 2019) Krise der Parallelerden – Teil 3 (20. Juli 2020) | Staffel 5, Episode 9 Crisis on Infinite Earths: Part One (1) (8. Dez. 2019) Krise der Parallelerden – Teil 1 (3. Juli 2020) | Staffel 5, Episode 0 (Sonderepisode) Crisis on Infinite Earths: Part Five (5) (14. Jan. 2020) Krise der Parallelerden – Teil 5 (17. August 2020) | Staffel 1, Episode 9 Crisis on Infinite Earths: Part Two (2) (9. Dez. 2019) Krise der Parallelerden – Teil 2 (5. Mär. 2020) |
| 2021/22         | | „Armageddon“ Episoden 8.01–8.05                                                                                                 | | | |

## Comics
Zu den Serien Arrow, The Flash und Supergirl erschienen bisher Comics. Die deutschsprachigen Ausgaben brachte der Panini Verlag heraus.
| Comic (USA) | Enthalten in deutschem Comic | Veröffentlichung (USA) | Veröffentlichung (Deutschland)                                                                   | Einordnung                                         |
| --- | --- | --- | ------------------------------------------------------------------------------------------------ | -------------------------------------------------- |
| Arrow: Test Drive | / | 13. Juli 2012 | nie auf Deutsch erschienen                                                                       | Vor Arrow Staffel 1                                |
| Arrow - Arrow 1 - Time’s Arrow - Prey - China White - Arrow 2 - Diggle - Fathoms - Moscow - Arrow 3 - Boys Night - [REC.] - Falling - Arrow 4 - Caged - Huntress Year One - Limbo - Arrow 5 - Shanghai - Call to the Bar - 6:15 to Starling City - Arrow 6 - Sins of the Father - Two Minute Warning - Keep ‘Em Coming - Arrow 7 - Wintergreen - Make it Rain - Detour - Arrow 8 - Back from the Deadshot - Hunters - Diamond in the Rough - Arrow 9 - The Pieces Missing - Lapse - Lone Hunter - Arrow 10 - Aftermath - Shado of the Past - Patient Zero - Arrow 11 - No Way Out - From the Darkness - Potential - Arrow 12 - You Owe Me - Sacrifices: Part 1 - Sacrifices: Part 2 | Arrow: Band 1 (Beinhaltet: Arrow 1–3) Arrow: Band 2 (Beinhaltet: Arrow 4–6) Arrow: Band 3 (Beinhaltet: Arrow 7–10) Arrow: Band 4 (Beinhaltet: Arrow 10–12) | Teil 1: 8. November 2012 - 10. Oktober 2012 - 17. Oktober 2012 - 24. Oktober 2012 Teil 2: 2. Januar 2013 - 31. Oktober 2012 - 7. November 2012 - 14. November 2012 Teil 3: 30. Januar 2013 - 21. November 2012 - 28. November 2012 - 5. Dezember 2012 Teil 4: 27. Februar 2013 - 12. Dezember 2012 - 19. Dezember 2012 - 26. Dezember 2012 Teil 5: 27. März 2013 - 2. Januar 2013 - 9. Januar 2013 - 16. Januar 2013 Teil 6: 24. April 2013 - 23. Januar 2013 - 30. Januar 2013 - 6. Februar 2013 Teil 7: 22. Mai 2013 - 13. Februar 2013 - 20. Februar 2013 - 27. Februar 2013 Teil 8: 26. Juni 2013 - 6. März 2013 - 13. März 2013 - 20. März 2013 Teil 9: 24. Juli 2013 - 27. März 2013 - 3. April 2013 - 10. April 2013 Teil 10: 21. August 2013 - 17. April 2013 - 24. April 2013 - 1. Mai 2013 Teil 11: 18. September 2013 - 8. Mai 2013 - 15. Mai 2013 - 22. Mai 2013 Teil 12: 23. Oktober 2013 - 29. Mai 2013 - 5. Juni 2013 - 12. Juni 2013 | Teil 1: 22. Oktober 2013 Teil 2: 17. Dezember 2013 Teil 3: 28. Januar 2014 Teil 4: 11. März 2014 | Parallel zu Arrow Staffel 1                        |
| The Flash: Season Zero - The Flash: Season Zero #1 - The Strongman Cometh - Who Let the Chimps Out? - The Flash: Season Zero #2 - A Goodnight Hiss - Big Top Brawl - The Flash: Season Zero #3 - The Talented Mr. Bliss - A Captive Audience - The Flash: Season Zero #4 - Showtime - The Big Finale - The Flash: Season Zero #5 - Smoak Signals: Part 1 - Smoak Signals: Part 2 - The Flash: Season Zero #6 - Bite Marks - Shark Bait - The Flash: Season Zero #7 - Fish Fry - Blood Loss - The Flash: Season Zero #8 - A Little Help from Some Friends - The Impossible Mission - The Flash: Season Zero #9 - A Minor Setback - A New Home - The Flash: Season Zero #10 - Black Star - Day in the Life - The Flash: Season Zero #11 - Of Fire and Ice - Of Ice and Fire - The Flash: Season Zero #12 - Mentors and Meltdowns: Part 1 - Mentors and Meltdowns: Part 2 | The Flash: Staffel Null: Band 1 (Beinhaltet: The Flash: Season Zero 1-5) The Flash: Staffel Null: Band 2 (Beinhaltet: The Flash: Season Zero 6-12)         | Teil 1: 1. Oktober 2014 - 8. September 2014 - 22. September 2014 Teil 2: 5. November 2014 - 6. Oktober 2014 - 20. Oktober 2014 Teil 3: 3. Dezember 2014 - 3. November 2014 - 17. November 2014 Teil 4: 7. Januar 2015 - 1. Dezember 2014 - 15. Dezember 2014 Teil 5: 4. Februar 2015 - 29. Dezember 2014 - 12. Januar 2015 Teil 6: 4. März 2015 - 26. Januar 2015 - 9. Februar 2015 Teil 7: 1. April 2015 - 23. Februar 2015 - 9. März 2015 Teil 8: 6. Mai 2015 - 23. März 2015 - 6. April 2015 Teil 9: 3. Juni 2015 - 20. April 2015 - 4. Mai 2015 Teil 10: 1. Juli 2015 - 18. Mai 2015 - 1. Juni 2015 Teil 11: 5. August 2015 - 15. Juni 2015 - 29. Juni 2015 Teil 12: 2. September 2015 - 13. Juli 2015 - 27. Juli 2015 | Teil 1: 15. September 2015 Teil 2: 8. März 2016                                                  | Parallel zu The Flash Staffel 1                    |
| Arrow: Season 2.5 - Arrow: Season 2.5 #1 - Return - Descent - Arrow: Season 2.5 #2 - Acolyte - Ascension - Arrow: Season 2.5 #3 - Following - Outnumbered - Arrow: Season 2.5 #4 - Haunted - Awakenings - Arrow: Season 2.5 #5 - Transitions - Gone - Arrow: Season 2.5 #6 - Suicide Squad: Crisis in Kahndaq Special: Part 1 - Suicide Squad: Crisis in Kahndaq Special: Part 2 - Arrow: Season 2.5 #7 - Assault - Assurances - Arrow: Season 2.5 #8 - Choice - Flames - Arrow: Season 2.5 #9 - Echo - Vengeance - Arrow: Season 2.5 #10 - Promises - The Gift - Arrow: Season 2.5 #11 - Home - Recompense - Arrow: Season 2.5 #12 - Reckoning - Prologue | Arrow Staffel 2.5: Band 1 (Beinhaltet: Arrow: Season 2.5: 1-6) Arrow Staffel 2.5: Band 2 (Beinhaltet: Arrow: Season 2.5: 7-12)                             | Teil 1: 8. Oktober 2014 - 1. September 2014 - 15. September 2014 Teil 2: 12. November 2014 - 29. September 2014 - 13. Oktober 2014 Teil 3: 17. Dezember 2014 - 27. Oktober 2014 - 10. November 2014 Teil 4: 14. Januar 2015 - 24. November 2014 - 8. Dezember 2014 Teil 5: 11. Februar 2015 - 22. Dezember 2014 - 5. Januar 2015 Teil 6: 11. März 2015 - 19. Januar 2015 - 2. Februar 2015 Teil 7: 8. April 2015 - 16. Februar 2015 - 2. März 2015 Teil 8: 13. Mai 2015 - 16. März 2015 - 30. März 2015 Teil 9: 10. Juni 2015 - 13. April 2015 - 27. April 2015 Teil 10: 8. Juli 2015 - 11. Mai 2015 - 25. Mai 2015 Teil 11: 12. August 2015 - 8. Juni 2015 - 22. Juni 2015 Teil 12: 9. September 2015 - 6. Juli 2015 - 20. Juli 2015 | Teil 1: 29. September 2015 Teil 2: 8. März 2016                                                  | Zwischen Arrow Staffel 2 und Arrow Staffel 3       |
| Supergirl: Sister Act | / | 6. Juli 2015 | nie auf Deutsch erschienen                                                                       | Parallel zu Supergirl Staffel 1                    |
| Arrow: The Dark Archer - Arrow: The Dark Archer: Part 1 – The Fall of Malcolm Merlyn - Sacrifice - Carnage - Deception - Arrow: The Dark Archer: Part 2 – The Rise of Arthur King - Confession - Tempest - Blessed - Traitor - Betrayal - Arrow: The Dark Archer: Part 2 – Malcolm Merlyn Unbound - Sacrifice - Vengeance - Reckoning - Justice | / | Teil 1: - 13. Januar 2016 - 27. Januar 2016 - 10. Februar 2016 Teil 2: - 24. Februar 2016 - 9. März 2016 - 23. März 2016 - 6. April 2016 - 20. April 2016 Teil 3: - 4. Mai 2016 - 18. Mai 2016 - 1. Juni 2016 - 15. Juni 2016 | nie auf Deutsch erschienen                                                                       | Zwischen Arrow Staffel 3 und Arrow Staffel 4       |
| Adventures of Supergirl - This Is My Life - Sistery Mystery - Wake Up Calls - The Strange Case of the Smiling Computer - Attack Edge! - Nightmares on El Street - The Next Dream - Sistery Mystery (Reprise) - Our Backs to the Wall - Who is Facet? - Pieces - End Games - Breaking Point | / | Teil 1: 25. Januar 2016 Teil 2: 8. Februar 2016 Teil 3: 22. Februar 2016 Teil 4: 7. März 2016 Teil 5: 21. März 2016 Teil 6: 4. April 2016 Teil 7: 18. April 2016 Teil 8: 2. Mai 2016 Teil 9: 16. Mai 2016 Teil 10: 30. Mai 2016 Teil 11: 13. Juni 2016 Teil 12: 27. Juni 2016 Teil 13: 10. Juli 2016 | nie auf Deutsch erschienen                                                                       | Parallel zu Supergirl Staffel 1                    |
| Crisis on Infinite Earths - Crisis on Infinite Earths - The Council | / | Teil 1: 15. Dezember 2019 Teil 2: 19. Januar 2020 | nie auf Deutsch erschienen                                                                       | Parallel zum „Crisis on Infinite Earths“-Crossover |
| DC Pride - Date Night | DC PRIDE | 8. Juni 2021 | 5. Juli 2022                                                                                     | unbekannt                                          |
| Earth Prime - Batwoman - Flesh and Mud - A Night Out - Superman & Lois - The Anniversary - Father’s Day - Controlled Burn - Legends of Tomorrow - The (Ex) Legends of Tomorrow - Booster’s Day Out - Stargirl - Road Trip - The Flash - Sidekick Rules - Training Day - Hero’s Twilight - Savior Complex - Phantom Punch | / | Teil 1: 5. April 2022 Teil 2: 19. April 2022 Teil 3: 3. Mai 2022 Teil 4: 17. Mai 2022 Teil 5: 7. Juni 2022 Teil 6: 21. Juni 2022 | nie auf Deutsch erschienen                                                                       | unbekannt                                          |

## Bücher
Es wurden verschiedene Bücher von Titan Books veröffentlicht. Panini brachte den ersten Arrow Roman und ein Nachschlagewerk zur Serie Arrow heraus.
| Buch (USA)                             | Deutscher Titel   | Veröffentlichung (USA) | Veröffentlichung (Deutschland) |
| -------------------------------------- | ----------------- | ---------------------- | ------------------------------ |
| Arrow: Vengeance                       | Arrow: Vergeltung | 23. Februar 2016       | 20. September 2016             |
| The Flash: The Haunting of Barry Allen | /                 | 29. November 2016      | nie auf Deutsch erschienen     |
| Arrow: A Generation of Vipers          | /                 | 28. März 2017          | nie auf Deutsch erschienen     |
| The Flash: Hocus Pocus                 | /                 | 3. Oktober 2017        | nie auf Deutsch erschienen     |
| Supergirl: Age of Atlantis             | /                 | 7. November 2017       | nie auf Deutsch erschienen     |
| Arrow: Fatal Legacies                  | /                 | 30. Januar 2018        | nie auf Deutsch erschienen     |
| The Flash: Johnny Quick                | /                 | 3. April 2018          | nie auf Deutsch erschienen     |
| Supergirl: Curse of the Ancients       | /                 | 1. Mai 2018            | nie auf Deutsch erschienen     |
| The Flash: Climate Changeling          | /                 | 28. August 2018        | nie auf Deutsch erschienen     |
| The Flash: The Tornado Twins           | /                 | 2. Oktober 2018        | nie auf Deutsch erschienen     |
| Supergirl: Master of Illusion          | /                 | 8. Januar 2019         | nie auf Deutsch erschienen     |
| The Flash: Green Arrow’s Perfect Shot  | /                 | 13. August 2019        | nie auf Deutsch erschienen     |
| The Flash: Supergirl’s Sacrifice       | /                 | 26. Mai 2020           | nie auf Deutsch erschienen     |
| The Flash: The Legends of Forever      | /                 | 23. Mai 2021           | nie auf Deutsch erschienen     |